# 1637 Swings
1637 Swings eller 1936 QO är en asteroid i huvudbältet, som upptäcktes den 28 augusti 1936 av den belgiske astronomen Joseph Hunaerts i Uccle. Den har fått sitt namn efter den belgiske astrofysikern Pol Swings.
Asteroiden har en diameter på ungefär 52 kilometer.